# Симєн
46°00′ пн. ш. 10°00′ зх. д. / 46.000° пн. ш. 10.000° зх. д.

Симєн (амх. ሰሜን ተራራ) — гірський хребет в північній частині  Ефіопського нагір'я на північний схід від Гондера.
Назва місцевості амхарською мовою має значення «північ».
Найвища точка - гора Рас-Дашен вулканічного походження. Її висота над рівнем моря за різними джерелами оцінюється від 4533 м до 4620 м. Це найвища точка всієї Ефіопії і  четверта в Африці. Через значну висоту, Симєнські гори - одне з небагатьох місць в Африці, де сніг випадає регулярно.
Симєн складається з плато, які розділені долинами. Подібна  геологічна будова в Африці у Драконових гір на півдні континенту.
Частина території площею 22,5 тис. га в 1969 році була відведена під національний парк Гори Симєн, , який є сьогодні об'єктом Всесвітньої спадщини ЮНЕСКО.

## Історія
Хоча слово  Semien  амхарською має значення "північ", згідно з  Річардом Пенхерстом спадкова форма слова насправді мала значення «Південь» в Геєзьській мові, бо гори лежать на південь від міста Аксум, яке бувло у той час центром ефіопської цивілізації. Але протягом наступних століть центр ефіопської цивілізації сам переїхав на південь, ці гори стали розглядати, як ті що лежать на північ, і значення слова аналогічним чином змінилося.

Гори вперше згадуються в Monumentum Adulitanum 4 століття нашої ери (в якому їх було описано як "недоступні гори, вкриті снігом" і де солдати йшли по коліно в снігу), наявність снігу було незаперечно підтверджене єзуїтом 17-го століття священиком Жеронімо Лубу. Хоча більш пізній мандрівник Джеймс Брюс стверджує, що він ніколи не бачив снігу в Симєн, дослідник 19-го століття Генрі Сальт не тільки записав, що він бачив сніг там (на 9 квітня 1814), але пояснив чому Брюс не зміг побачити сніг в цих горах - Брюс не наважився піти далі, ніж в передгір'я в Симєну.
Незважаючи на їх крутизну і висоту, гори усіяні селами, які з'єднані гірськими стежками. Історично вони були населені ефіопськими євреями, які після неодноразових нападів з боку ревних християнських імператорів в 15 столітті вийшли з провінції Демдія в більш захищені гори Симєну.
До кінця епохи князів,  Деджазмачі   підтримують свій арсенал і скарбницю на горі хай.

## Галерея

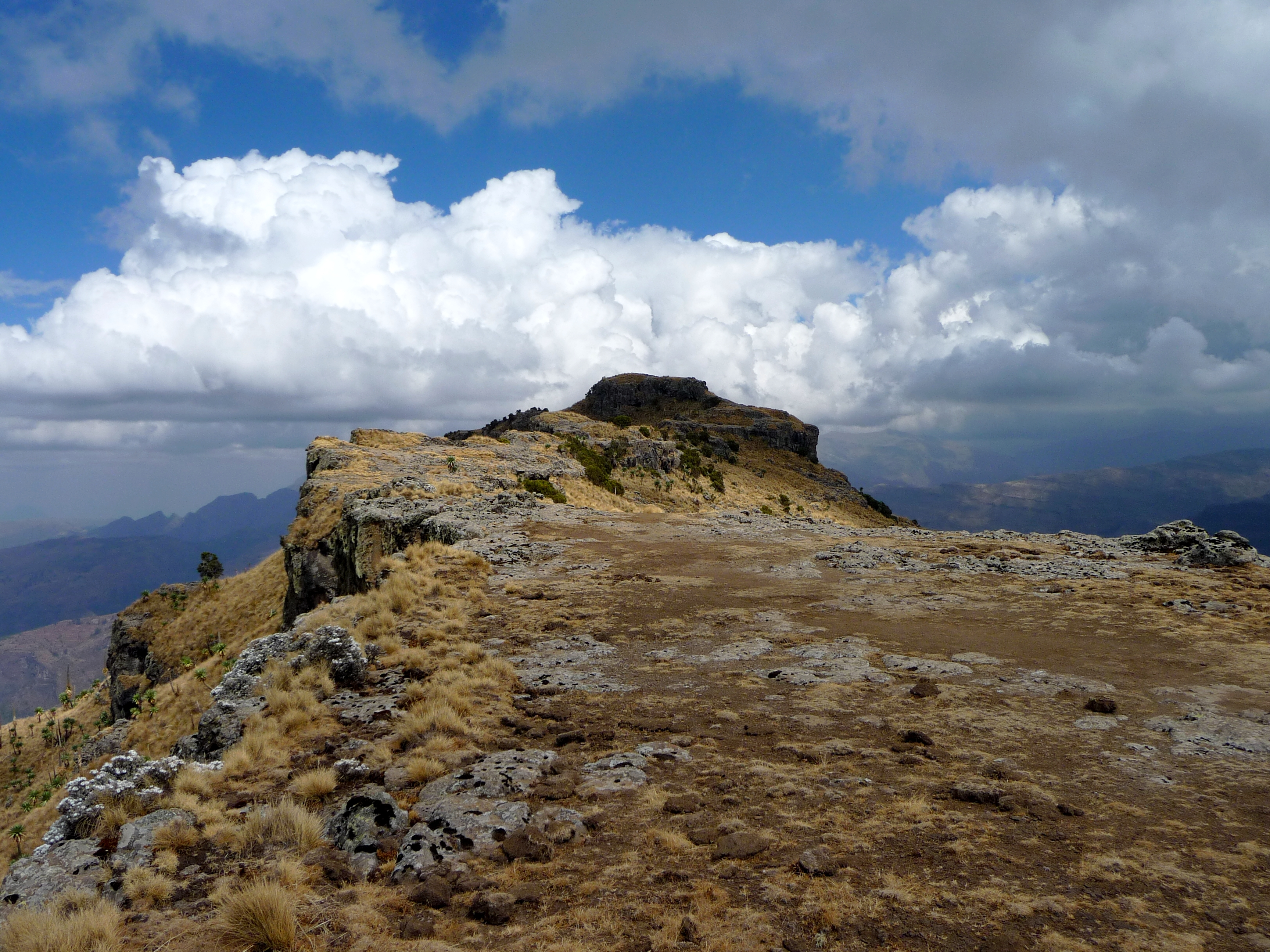
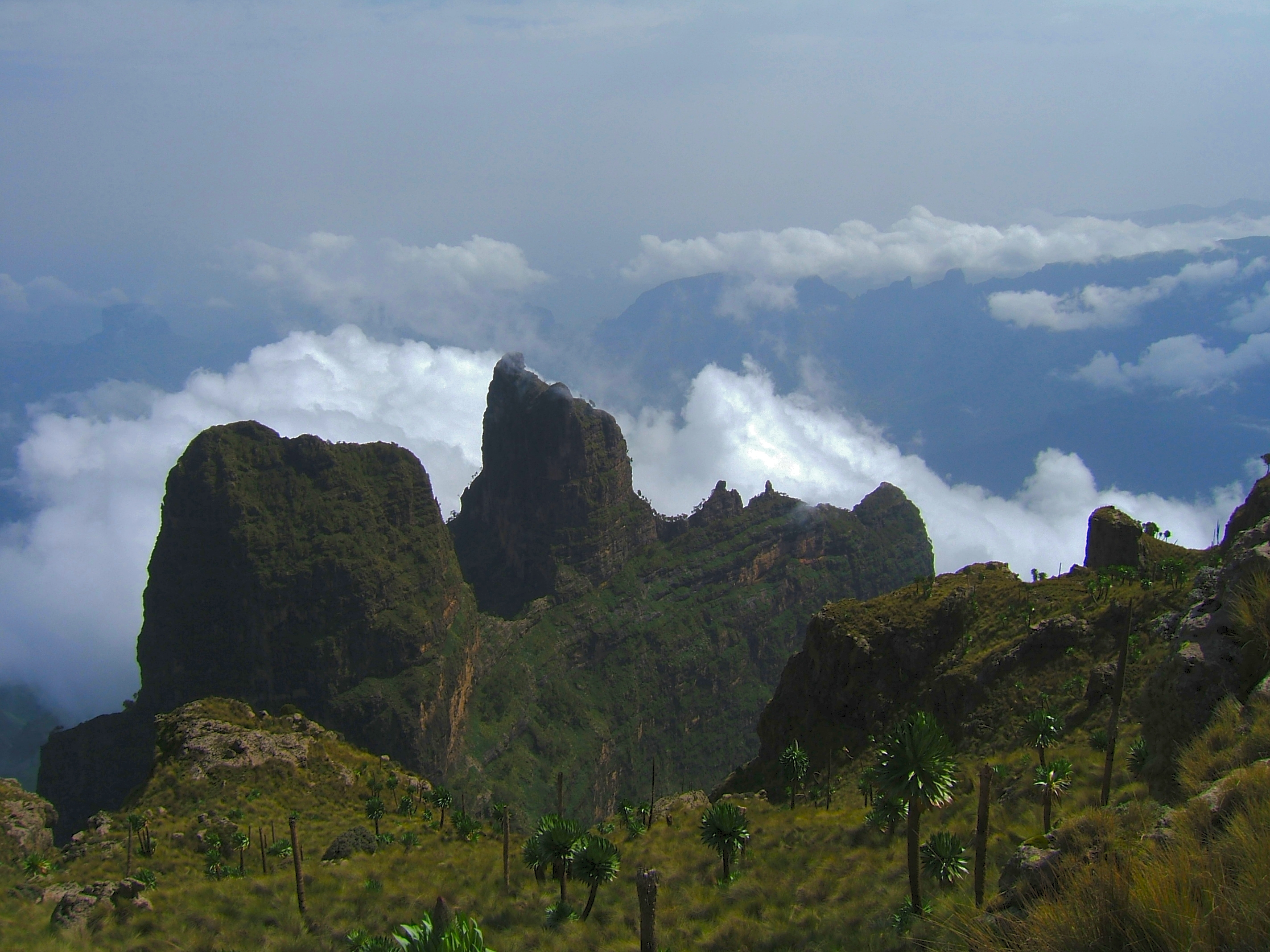
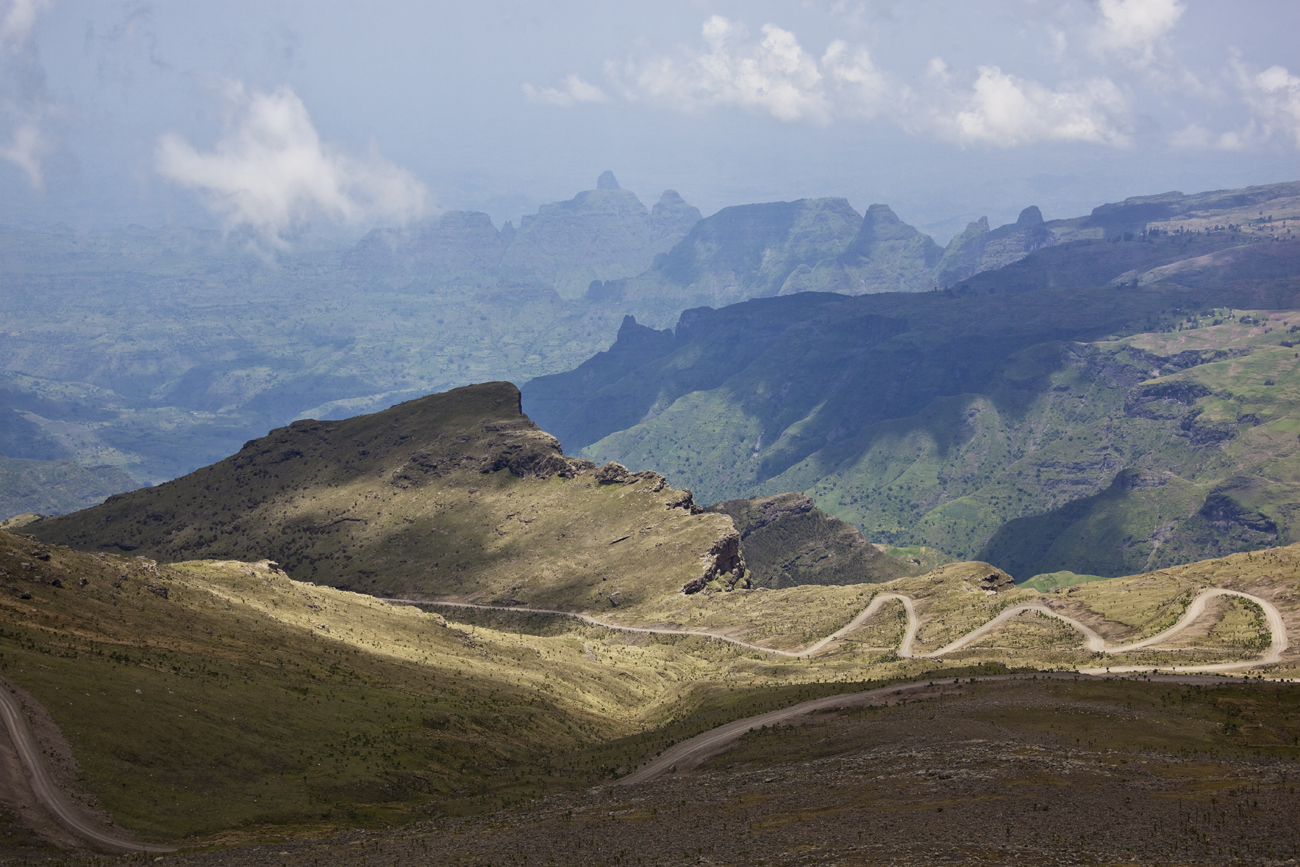
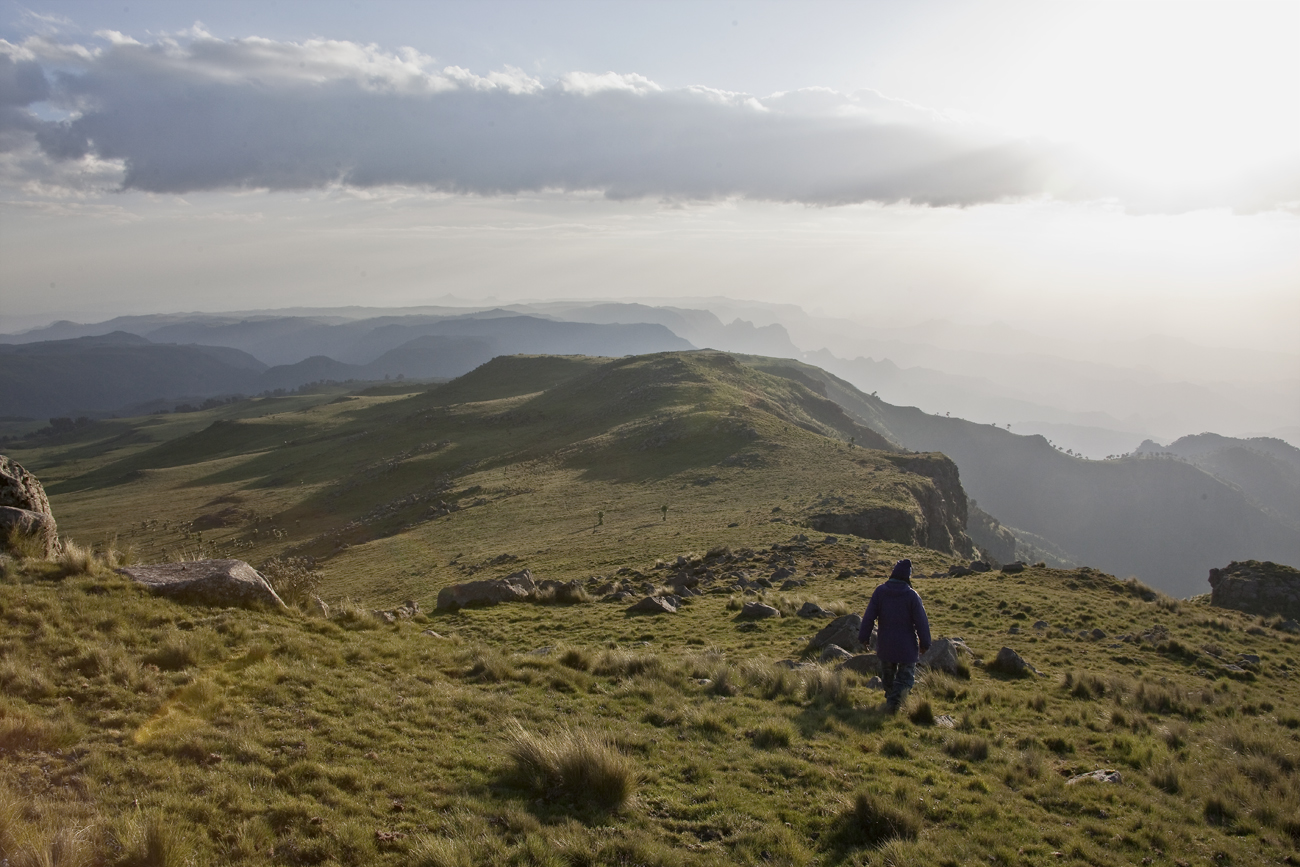
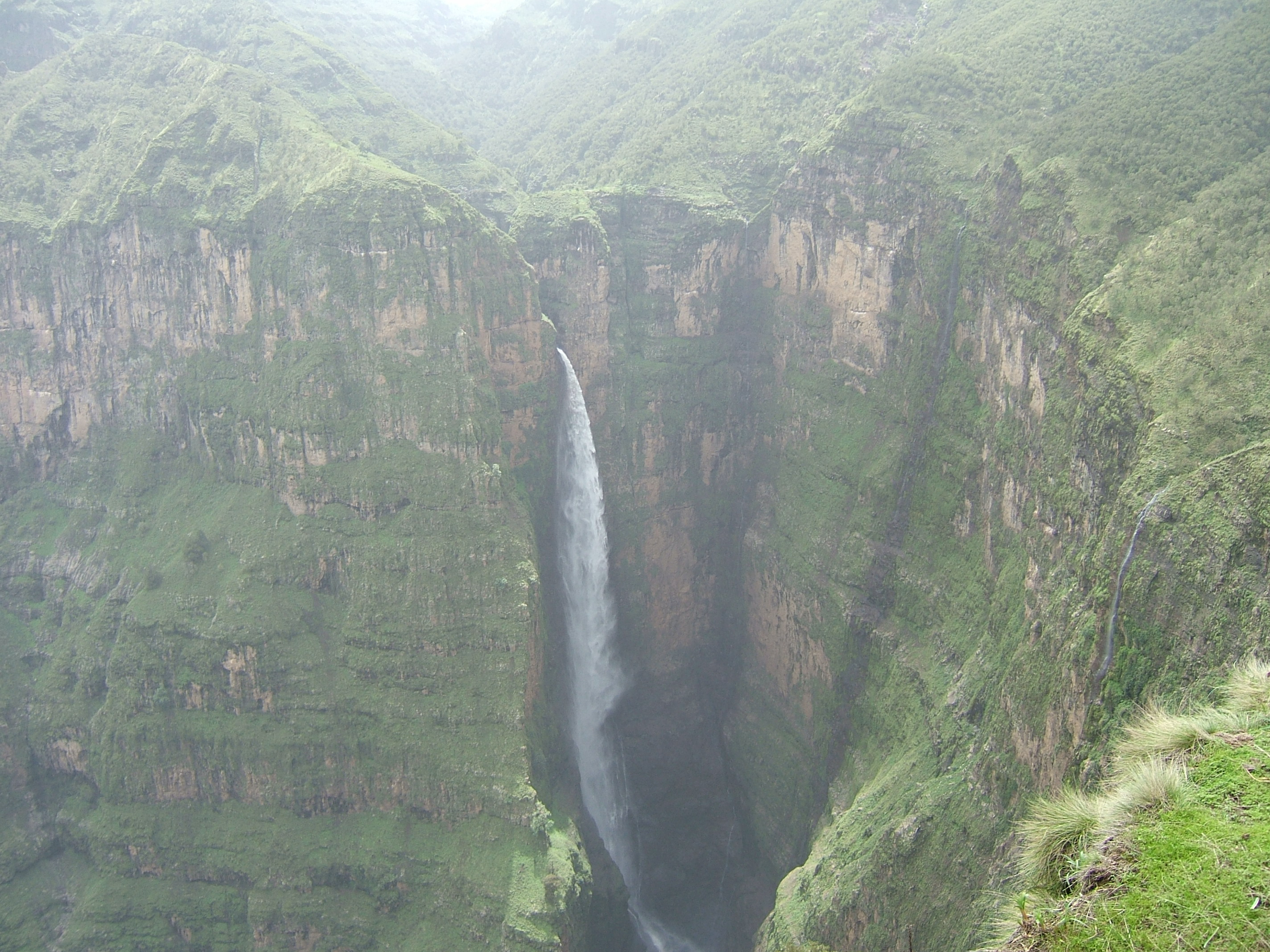
Водоспад в Симєн, недалеко від Дедаркв.
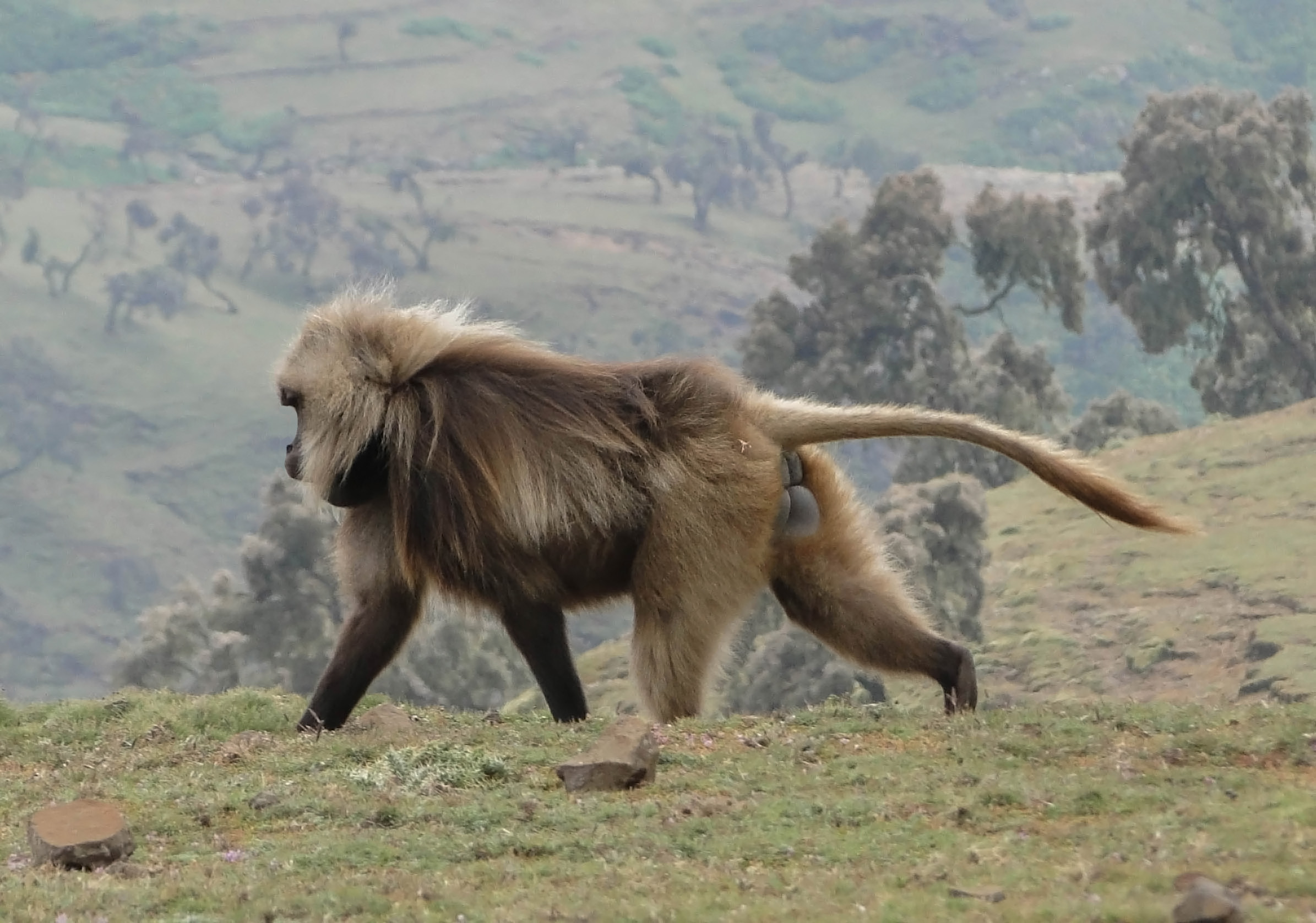
Гелада в Симєн